# Summer Roberts
Pour les articles homonymes, voir Roberts.
 (janvier 2008).
Si vous disposez d'ouvrages ou d'articles de référence ou si vous connaissez des sites web de qualité traitant du thème abordé ici, merci de compléter l'article en donnant les références utiles à sa vérifiabilité et en les liant à la section « Notes et références ».
Summer Cohen (née Roberts) est un personnage fictif de la série télévisée Newport Beach. Elle est interprétée par l'actrice Rachel Bilson. Considérée comme très superficielle au début de la série, elle se tourne de plus en plus vers les autres au contact de Seth Cohen et finit même par faire des actions humanitaires vers la fin de la série.

## Biographie
Summer vit à Newport Beach en Californie avec son père, Neil Roberts, chirurgien esthétique. Elle et Marissa Cooper font partie des filles les plus populaires du lycée.

### Famille
Très pris par son travail, le père de Summer n'a que peu de temps à lui consacrer bien qu'ils soient très proches, sa mère a quitté la maison lorsqu'elle n'avait que 13 ans, le personnage est donc souvent seul.
Après son divorce, le Dr Roberts se remarie avec Gloria, surnommée " Step-monster " (dans la version originale, contraction de step-mother, belle mère). On ne la rencontre jamais dans la série mais serait accro aux antidépresseurs d'après Summer.
Dans la saison 3, Neil Roberts divorce de Gloria et se fiance avec Julie Cooper-Nichol, la mère de Marissa Cooper, la meilleure amie de Summer. Après la mort de Marissa, Julie, dévastée, finit par se séparer de Neil Roberts.

### Son histoire avec Seth
Au début de la série, Summer détestait Seth Cohen considéré comme un geek asocial. Elle finit par tomber amoureuse de lui bien que le couple connaitra des hauts et des bas. Summer sortira notamment avec Zach Stephens en saison 2 avant de se remettre avec Seth. Le flashforward du dernier épisode de la série les montre en train de se marier. 

### Son amitié avec Marissa
Marissa Cooper est la meilleure amie de Summer depuis de longues années. Elles ont en effet beaucoup de choses en commun, notamment issues toutes deux de familles aisées et elles sont toutes deux très populaires. Summer est toujours aux côtés de Marissa, notamment en cas de coup dur comme son overdose à Tijuana. Quand Marissa finit ruinée, à la suite des affaires douteuses de son père, Summer restera à ses côtés Le changement de lycée de Marissa est un coup dur pour Summer, qui fera tout pour qu'elle revienne au cours du dernier trimestre. Leur amitié sera cependant mise à rude épreuve lorsque Marissa sort avec Kévin Volchock. Leurs parents respectifs finissant même par se mettre ensemble, les deux meilleures amies vivent sous le même toit. Quand Marissa meurt dans un accident de voiture, Summer devient militante à son université pour combler cette perte.

### Son amitié avec Taylor
Summer n'apprécie d'abord pas du tout Taylor, personnage intelligent mais peu populaire car particulièrement perfectionniste. Lorsque cette dernière souhaite prendre la place de Marissa à la tête de l'élite du lycée, elle devient l'ennemie à abattre pour Summer. Qui plus est, Taylor tombe amoureuse de Seth, ce qui ne fait qu'attiser leur rivalité. Au fil des épisodes, elles s'entendent de mieux en mieux, notamment lorsque Taylor aide la bande à faire revenir Marissa dans leur lycée. À la fin de la série, Summer choisit Taylor pour être sa demoiselle d'honneur à son mariage. 